# Greenville Triumph SC
El Greenville Triumph Soccer Club es un equipo de fútbol profesional de los Estados Unidos, con base en Greenville, Carolina del Sur. Fue fundado el 13 de marzo de 2018 y comenzó a jugar en la temporada 2019 de la USL League One.

## Historia
En julio de 2017, la USL anunció una nueva franquicia en la ciudad de Greenville para la nueva USL League One. Este es el tercer equipo en la ciudad, los otros son el Tormenta FC y el FC Tucson que compiten en la Premier Development League, actual USL League Two.
El nombre Greenville Triumph SC, así como su logo y colores, fueron anunciados el 9 de agosto de 2018. John Harkes, ex internacional por Estados Unidos y anterior entrenador del FC Cincinnati de la USL, fue nombrado como primer entrenador del equipo.
Su primer encuentro oficial fue el 29 de marzo de 2019 en el Eagle Field at Erk Russell Park de los Georgia Southern Eagles contra el South Georgia Tormenta FC, fue derrota por 1-0. Su primera victoria llegó la fecha siguiente, de local por 2-1 sobre el Lansing Ignite FC. Terminó en el tercer lugar de la clasificación en su primera temporada, y llegó a la final de los playoffs.

## Organigrama deportivo

### Entrenadores
- Joe Erwin (2018-presente)

## Palmarés
| Competición nacional | Títulos | Subcampeonatos |
| -------------------- | ------- | -------------- |
| USL League One (1/0) | 2020    |                |

## Temporadas
| Temporada | USL League One | USL League One | USL League One | USL League One | USL League One | USL League One | USL League One | USL League One | Playoffs   | US Open Cup   | Goleador       | Goleador | Goleador |
| Temporada | PJ             | G              | E              | P              | GF             | GC             | Pts            | Posición       | Playoffs   | US Open Cup   | Jugador        | Goles    |          |
| --------- | -------------- | -------------- | -------------- | -------------- | -------------- | -------------- | -------------- | -------------- | ---------- | ------------- | -------------- | -------- | -------- |
| 2019      | 28             | 12             | 7              | 9              | 32             | 22             | 43             | 3.º            | Subcampeón | Segunda ronda | Jake Keegan    | 9        |          |
| 2020      | 16             | 11             | 2              | 3              | 24             | 11             | 35             | 1.º            | Campeón    | No hubo       | Lachlan McLean | 7        |          |
| 2021      | 28             | 12             | 9              | 7              | 36             | 29             | 45             | 2.º            | Subcampeón | No hubo       | Marios Lomis   | 15       |          |